# Okręg brzeski
Okręg brzeski – okręg administracyjny utworzony pod Zarządem Cywilnym Ziem Wschodnich 7 czerwca 1919 r.
W skład Okręgu Brzeskiego weszły powiaty: brzesko-litewski, wołkowyski, prużański, słonimski, kobryński i piński.
1 sierpnia 1919 r. z części powiatów nowogródzkiego i słuckiego utworzono powiat baranowicki, który wszedł w skład Okręgu Brzeskiego.
6 listopada 1919 r. do Okręgu Brzeskiego przyłączono powiat mozyrski (z tymczasową siedzibą w Żytkowiczach).
10 kwietnia 1920 r. do powiatu mozyrskiego przyłączono tymczasowo zajętą przez wojska polskie część powiatu rzeczyckiego.

## Demografia
W grudniu 1919 roku okręg zamieszkiwało 1 121 978 osób. Największymi jego miastami były: Pińsk (21 436 mieszk.), Brześć Litewski (14 005 mieszk.) i Baranowicze (10 373 mieszk.). Na terytorium okręgu znajdowało się też 5544 innych miejscowości, z których 10 miało 5–10 tys. mieszkańców, a 43 miało 1–5 tys. mieszkańców.

## Oświata
W okręgu brzeskim w roku szkolnym 1919/1920 działało 347 szkół powszechnych, 18 szkół średnich, 14 szkół zawodowych, 2 seminaria nauczycielskie i 1 kurs. Ogółem w szkołach uczyło się 28 427 dzieci i pracowało 727 nauczycieli. W marcu 1920 roku istniało 340 szkół nauczających w języku polskim i 379 szkół nauczających w innych językach.

### Szczegółowy podział administracyjny
| Powiat | Pow. [km²] | Mieszk. |  | Miasto powiatowe | Mieszk. |
| --- | ---------- | ------- |  | ---------------- | ------- |
| Okręg brzeski |            |         |  |                  |         |
| baranowicki ¹ | 4495       | 178.212 |  | Baranowicze      | 10.373  |
| brzeski | 4881       | 81.497  |  | Brześć Litewski  | 14.005  |
| kobryński | 5257       | 107.814 |  | Kobryń           | 8.835   |
| mozyrski ² | 16155      | 240.142 |  | Żytkowicze       | ?       |
| piński | 11867      | 222.018 |  | Pińsk            | 21.436  |
| prużański | 4164       | 67.343  |  | Prużana          | 6.173   |
| słonimski | 7126       | 127.737 |  | Słonim           | 9.719   |
| wołkowyski | 3813       | 97.215  |  | Wołkowysk        | 8.472   |
| ¹ Utworzony 1 sierpnia 1919 r. z części powiatów nowogródzkiego i słuckiego (Dz. Urz. ZCZW z 1919 r. Nr 19, poz. 172) |            |         |  |                  |         |
| ² Przyłączony 6 listopada 1919 r., z tymczasową siedzibą w Żytkowiczach (Dz. Urz. ZCZW z 1919 r. Nr 26, poz. 275). 10 kwietnia 1920 r. do powiatu mozyrskiego przyłączono tymczasowo zajętą przez wojska polskie część powiatu rzeczyckiego (Dz. Urz. ZCZW z 1920 r. Nr 34, poz. 845). |            |         |  |                  |         |